# Canguçu
Canguçu is een gemeente in de Braziliaanse deelstaat Rio Grande do Sul. De gemeente telt 56.064 inwoners (schatting 2009).

## Aangrenzende gemeenten
De gemeente grenst aan Amaral Ferrador, Cristal, Cerrito, Encruzilhada do Sul, Morro Redondo, Pelotas, Piratini en São Lourenço do Sul.

## Verkeer en vervoer
De plaats ligt aan de wegen BR-392, BR-471 en RS-265.